# 3123 Dunham
3123 Dunham (1981 QF2) là một tiểu hành tinh vành đai chính được phát hiện ngày 30 tháng 8 năm 1981 bởi Bowell, E. ở Flagstaff (AM).